# Юм (село)
Юм — село в Юрлинском районе Пермского края. Входит в состав Юрлинского сельского поселения.
Расположено на реке Юм, правом притоке реки Косы, в 18 км от села Юрла.

## История
Юм известен с 1623 г., показанный на ленд-карте екатеринбургского ведомства как Емь. Поселение известно как деревня кайгородских государственных крестьян с 1719 года. В первой половине XVIII века являлось центром округи для русского населения Лопвинского поречья. Название получило по реке Юм. Другие наименования — Емь и Юмское. Селом стало в 1841 года, когда здесь была построена Христорождественская православная деревянная церковь. Юмская сторона, как говорили раньше, была особенно известна избытком хлеба и значительной прослойкой многоземельных кулаков. Именно здесь больше всего применялся наемный труд и приходили батрачить белоевцы.
Подсобными заработками для юмчан были: заготовка леса на сплав, охота на лесную дичь, перевозка кладей, торговля крупными партиями хлеба в Гайны, где лесопромышленники закупали его для рабочих в Кайгородок Вятской губернии и Кажимский завод Вологодской губернии.
В 1919 году жители села участвовали в Юрлинском восстании.
В 1929 году возник колхоз «Красный Октябрь», который 26 июля 1950 года был укрупнен (слились сельхозартели «Красный Октябрь», имени 7-й окрпартконференции, «Красная нива», «Красная звезда», «7-й съезд Советов»); существовал до 1969 года. На базе колхозов «Красный Октябрь» и «Победа» 8 январе 1969 года создан совхоз «Юмский». В 1932—1938 годах в селе работал льнозавод. С 1940 года здесь находился Юрлинский районный промкомбинат. 10 мая 1942 года образована кустарная спичечная фабрика, выпустившая в 1943 году 1,5 тысячи ящиков спичек. В 1944 году открылся детский дом. С 1 октября 1949 по 1958 год работала Юмская МТС.
Юм являлся центром Юмской волости Чердынского уезда (до 1920-х) и Юмского сельского совета (до января 2006).

## Население
| 1869 | 1909 | 1926 | 1958 | 1979 | 1998 | 2002 | 2010 |
| ---- | ---- | ---- | ---- | ---- | ---- | ---- | ---- |
| 374  | 397  | 528  | 601  | 669  | 500  | 395  | 222  |

## Экономика
В окрестностях села территория перемежается землями населенных пунктов и сельскохозяйственных угодий. Основные экономические отрасли сельского поселения: лесное хозяйство, сельское хозяйство, розничная торговля.
Сельскохозяйственное предприятие — ТОО «Юмское» (ранее — совхоз «Юмский»), АТС, отделение почтовой связи.

## Здравоохранение
Медицинскую помощь населению оказывает муниципальное учреждение здравоохранения «Юрлинская районная центральная больница», которая имеет в своем составе фельдшерско-акушерские пункт в селе Юм.

## Образование
Учреждения нар. образования представлены Муниципальным бюджетным
 общеобразовательным учреждением Юмской основной общеобразовательной школой и детсадом..
В 2017 в селе открыт спортзал.

## Культура
Учреждения культуры — Дом досуга (известен фольклорной группой, которой руководит Алевтина Борисовна Кадочникова) и библиотека.
Архитектура, достопримечательности: памятник советским активистам.

## Транспорт и связь
Транспортная сеть поселения сформирована автомобильными дорогами, главным образом, имеющими гравийное покрытие. Через Юм проходит дорога Юрла-Юм-Усть-Березовка.
В селе Юм присутствуют услуги стационарной телефонной связи, доступ в Интернет, мобильные операторы стандарта GSM: TELE2, Билайн, МТС и Мегафон.